# Pęcherzyk (dermatologia)

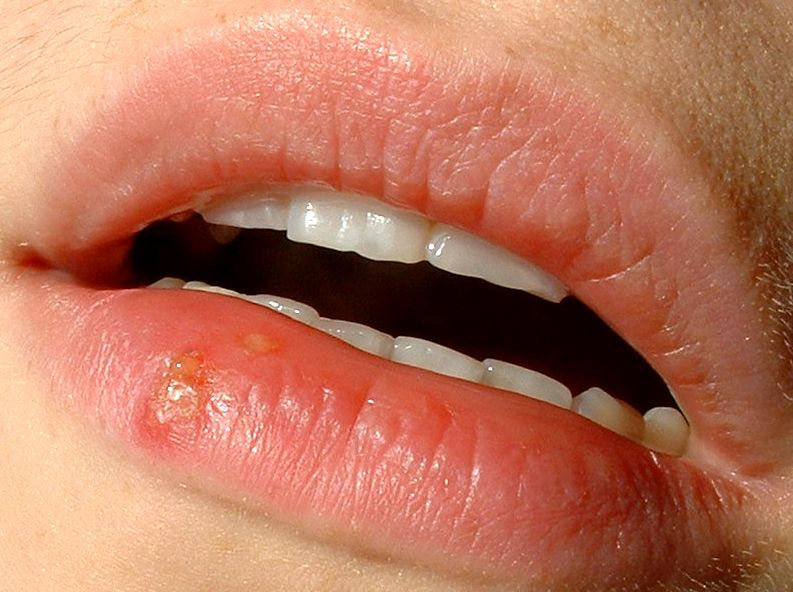
Zakaźny pęcherzyk wypełniony płynem na dolnej wardze w opryszczce

Porównanie pęcherzyka i pęcherza

Pęcherzyk (łac. vesicula) – w dermatologii, wykwit wyniosły ponad powierzchnię skóry, o średnicy poniżej 0,5 cm, wypełniony płynem, ustępujący bez pozostawienia blizny. W piśmiennictwie angielskim na określenie pęcherzyków i pęcherzy istnieje określenie blister, niemające odpowiednika w nazewnictwie polskim.